# Mont Nozuka
Le mont Nozuka (野塚岳, Nozuka-dake) est une montagne culminant à 1 353 m d'altitude dans les monts Hidaka en Hokkaidō au Japon. Le tunnel de Nozuka relie les sous-préfectures de Hidaka et Tokachi via la route nationale 236 sous le mont Nozuka.